# Aldebaran (película)
Aldebaran es una película de drama italiana de 1935 dirigida por Alessandro Blasetti y protagonizada por Gino Cervi, Evi Maltagliati y Gianfranco Giachetti. La película es un melodrama naval, un intento de Blasetti de hacer una película más comercial a raíz de las dificultades encontradas con la propagandista Vecchia guardia (1934).

## Argumento
El comandante Corrado Valeri, un oficial naval, se plantea el destino de su carrera ante los caprichos de su esposa. Solo después de una misión importante se restablecerá el equilibrio de la pareja.

## Reparto
- Gino Cervi como comandante Corrado Valeri.
- Evi Maltagliati como Anna Weiss.
- Gianfranco Giachetti como contralmirante Claudio Valeri.
- Graziella Betti como Carla Valeri.
- Egisto Olivieri como comandante Stefano Devon.
- Elisa Cegani como Nora Bandi.
- Gian Paolo Rosmino como Luigi Bandi.
- Ugo Ceseri como contramaestre Bertrame.
- Franco Coop como intendente jefe Gennarino.
- Umberto Sacripante como asistente Fortunato Stella
- Vittorio Vaser como Rocchi.
- Doris Duranti como amiga de Anna.
- Gemma Bolognesi como Giuditta.
- Rosina Anselmi como Ursolina.
- Ermanno Roveri como Solinas.
- Piero Pastore como marinero «Maniche a vuoto».
- Aristide Garbini como contramaestre.
- Vasco Creti como comandante del Titano.
- Franco Brambilla como niño.
- Mario Steni como Teniente Silich.
- Luigi Pavese como pretendiente de Nora.
- Tatiana Pavoni como Carlotta.
- Silva Melandri como Elsa.
- Dina Romano como madre de Fortunato.
- Romolo Costa como hermano de Anna.
- Alessandro Blasetti como operador de radio.

## Producción
Blasetti, tras fracasar en la realización de dos proyectos de temática histórica, Scipione l'Africano (luego encomendado a Carmine Gallone y estrenado en 1937) y Ettore Fieramosca (posteriormente estrenado en 1938), aceptó la propuesta de realizar «una película sobre la marina de guerra en tiempos de paz. Y luego lo impuse sobre la necesidad de estos hombres del mar de volver en un momento determinado a la tierra ya su familia, eludiendo su constante vagar por el mar». En retrospectiva, el director se expresó de forma muy negativa sobre esta obra, definiéndola como «una película absolutamente anónima, desprovista de cualquier razón fundamental de existencia, distinta, a la que tuve que trabajar porque tenía que pagar impuestos, así como a la familia en ese momento». y atribuyéndole un «desagradable sentido de híbrido», probablemente debido al conflicto irresuelto entre lo público y lo privado (deber militar y amor sentimental), a la falta de fusión entre las dimensiones individual y colectiva.